# Тухманов Давид Федорович
 Тухманов Давид Федорович  (20 липня 1940, м. Москва) — радянський і російський композитор. Заслужений діяч мистецтв Росії (1983). Лауреат премії Ленінського комсомолу (1977).

## Життєпис

### Батьки
Народ. 20 липня 1940 р. в Москві. Батько — Тухманов Федір Давидович — інженер, мати, Віра Карасьова — музикант, композитор. Батько за походженням вірмен.

### Навчання
Закінчив Музично-педагогічний інститут ім. Гнесіних (1963), композиторське відділення (клас Ф. Витачека). Дипломна робота Тухманова — ораторія для хору, оркестру та солістів «За даллю даль» на тексти поеми Олександра Твардовського, а також цикл балад і романсів на вірші німецького поета Генріха Гейне у перекладі російських поетів. Пізніше ці романси виконає молодий тоді Олександр Градський. По закінченню інституту Д. Тухманов служив у Ансамблі пісні й танцю МВО, де керував оркестром.

### Творчість
Серед перших творів для радянської естради — пісня «Остання електричка» (1961 р.) Але вперше її виконав співак Володимир Макаров у 1966 р., що сприяло популярності композитора і появі на телебаченні.
Він — автор пісень «Моя адреса — Радянський Союз», «День Победы» тощо, музики до української стрічки «Рок-н-рол для принцес» (1990).
У 1975 р. випущена у світ платівка «На хвилі моєї пам'яті» (російською «По волне моей памяти»). Як тексти використані вірші різних західноєвропейських і російських поетів, серед яких:
- Сафо, 7 століття до н. е. (переклад В. Вересаєва)
- ваганти 11—13 століть,
- Персі Біші Шеллі (1792—1822)
- Ґете (1749—1832)
- Поль Верлен (1844—1896)
- Адам Міцкевич (1798—1855)
- Ніколас Ґільєн (1902—1989)
- Анна Ахматова (1889—1966).

Звернення до текстів досить різних поетів у новому музичному супроводі наблизило їх до сприйняття молоді, популяризувало творчість призабутих поетів (середньовічні ваганти, Шеллі, Поль Верлен), а імені Анни Ахматової сприяло реабілітації в очах радянської публіки.
Твори виконали молоді, маловідомі на той ча виконавці — Сергей Беліков, Олександр Барикін, Мехрдад Баді, Олександр Лерман. Платівка вирізнялася мелодізмом, досить свіжим поглядом на творчість поетів, мистецькою якістю на тлі чергових, агітаційно-примітивних текстів і мелодій пісень радянської естради. Не дивно, що альбом набув популярності, а його наклад у 2 500 000 примірників був розпроданий повністю.
Той же 1975 рік відомий і появою пісні «День Перемоги» на вірш Володимира Харитонова. Пісню не бажали брати на ТВ та радіо, розцінивши музику Тухманова як фокстрот, що не відповідає патріотичній темі, а вірш Харитонова — легковажним. Співак Лев Лещенко без дозволу виконав пісню на концерті до Дня міліції, що подарувало твору популярність і нове життя.
У 1989 р. у співдружності з дитячим поетом Юрієм Энтіним був створений мюзикл «Багдадський злодій», а у 1990 р. відбулася його прем'єра у московскому театрі «Сатирикон».
Деякий час композитор працював у Німеччині, у 1997 р. Д. Тухманов повернувся в капіталістичну Россию. У 2000 р. він отримав звання — Народний артист Росії. Почався відхід композитора від естради.
Восени 2001 р. відбулася прем'єра вистави «Мадлен, спокійно!», музыку до якої Д. Тухманов написав заради Гурченко Людмили Марківни. У червні 2003 р. в московському Театрі Сатири відбулася прем'єра комедії «Занадто одружений таксист» з музикою Д. Тухманова. У 2002 р. до урочистостей з нагоди Дня слов'янської культури і писемності у місті Новосибірську Д. Тухманов створив ораторію «Легенда про Єрмака» для хору, солистів s оркестру.
У 2009 р. прем'єра опери Д. Тухманова «Цариця» про Катерину II пройшла 22 і 23 липня на сцені Олександринського театру Санкт-Петербургу. Режисер-постановник Д. Бертман.